# ونتسیسلاو آلدف
ونتسیسلاو آلدف (بلغاری: Венцислав Алдев؛ زادهٔ ۱۱ اوت ۱۹۷۷) بازیکن فوتبال اهل بلغارستان است.